# Chamaecostus fusiformis
Chamaecostus fusiformis är en enhjärtbladig växtart som först beskrevs av Paulus Johannes Maria Maas, och fick sitt nu gällande namn av C.D.Specht och Dennis William Stevenson. Chamaecostus fusiformis ingår i släktet Chamaecostus och familjen Costaceae. Inga underarter finns listade.